# Pré-en-Pail-Saint-Samson
Pour les articles homonymes, voir Pré (homonymie).
Pré-en-Pail-Saint-Samson est une commune nouvelle située dans le département de la Mayenne, en région Pays de la Loire, créée le 1er janvier 2016 et peuplée de 2 300 habitants.
La commune fait partie de la province historique du Maine, et se situe dans le Bas-Maine.
Pré-en-Pail-Saint-Samson est une commune du massif armoricain

## Géographie

### Localisation
| Saint-Calais-du-Désert                       | Lignières-Orgères        | Ciral, Lalacelle (Orne)      |
| Saint-Aignan-de-Couptrain, Saint-Cyr-en-Pail | Pré-en-Pail-Saint-Samson | Champfrémont, Boulay-les-Ifs |
| Villepail Crennes-sur-Fraubée                | Gesvres                  | Saint-Pierre-des-Nids        |

### Climat
Le climat qui caractérise la commune est qualifié, en 2010, de « climat océanique altéré », selon la typologie des climats de la France qui compte alors huit grands types de climats en métropole. En 2020, la commune ressort du même type de climat dans la classification établie par Météo-France, qui ne compte désormais, en première approche, que cinq grands types de climats en métropole. Il s’agit d’une zone de transition entre le climat océanique, le climat de montagne et le climat semi-continental. Les écarts de température entre hiver et été augmentent avec l'éloignement de la mer. La pluviométrie est plus faible qu'en bord de mer, sauf aux abords des reliefs.
Les paramètres climatiques qui ont permis d’établir la typologie de 2010 comportent six variables pour les températures et huit pour les précipitations, dont les valeurs correspondent aux données mensuelles sur la normale 1971-2000. Les sept principales variables caractérisant la commune sont présentées dans l'encadré ci-après.
| Paramètres climatiques communaux sur la période 1971-2000 - Moyenne annuelle de température : 10,3 °C - Nombre de jours avec une température inférieure à −5 °C : 4 j - Nombre de jours avec une température inférieure à 0°C : 41 j - Nombre de jours avec une température supérieure à 30 °C : 2 j - Amplitude thermique annuelle : 13,9 °C - Cumuls annuels de précipitation : 831 mm - Nombre de jours de précipitation en janvier : 13 j - Nombre de jours de précipitation en juillet : 7,6 j |

Avec le changement climatique, ces variables ont évolué. Une étude réalisée en 2014 par la Direction générale de l'Énergie et du Climat complétée par des études régionales prévoit en effet que la  température moyenne devrait croître et la pluviométrie moyenne baisser, avec toutefois de fortes variations régionales. La station météorologique de Météo-France installée sur la commune et mise en service en 1945 permet de connaître en continu l'évolution des indicateurs météorologiques. Le tableau détaillé pour la période 1981-2010 est présenté ci-après.
| Mois                                  | jan.           | fév.             | mars             | avril           | mai           | juin           | jui.           | août           | sep.            | oct.          | nov.            | déc.             | année    |
| ------------------------------------- | -------------- | ---------------- | ---------------- | --------------- | ------------- | -------------- | -------------- | -------------- | --------------- | ------------- | --------------- | ---------------- | -------- |
| Température minimale moyenne (°C)     | 1,2            | 1,1              | 2,9              | 4,5             | 7,9           | 10,5           | 12,4           | 12,3           | 10              | 7,8           | 4               | 1,6              | 6,4      |
| Température moyenne (°C)              | 3,9            | 4,3              | 6,9              | 9,1             | 12,8          | 15,8           | 17,9           | 17,9           | 15              | 11,5          | 7               | 4,3              | 10,6     |
| Température maximale moyenne (°C)     | 6,6            | 7,5              | 10,9             | 13,8            | 17,6          | 21,1           | 23,5           | 23,5           | 20              | 15,3          | 10              | 6,9              | 14,8     |
| Record de froid (°C) date du record   | −21 08.01.1985 | −13,7 02.02.1954 | −11,6 07.03.1971 | −6,2 12.04.1986 | −6 05.05.1979 | 0,3 01.06.1989 | 3,2 05.07.1962 | 2,6 01.08.1965 | −0,5 19.09.1977 | −5 29.10.1947 | −9,5 23.11.1956 | −18,2 29.12.1964 | −21 1985 |
| Record de chaleur (°C) date du record | 16 13.01.1948  | 20,2 28.02.1960  | 22,7 26.03.1953  | 28 18.04.1945   | 32 12.05.1945 | 36,4 29.06.19  | 39 28.07.1947  | 38 10.08.03    | 33,6 04.09.1949 | 27 01.10.11   | 21,3 01.11.15   | 16,1 06.12.1979  | 39 1947  |
| Précipitations (mm)                   | 94,6           | 67,5             | 69,2             | 59              | 73,4          | 55,6           | 61,6           | 49             | 70              | 85,3          | 80,5            | 95,2             | 860,9    |

## Urbanisme

### Typologie
Au 1er janvier 2024, Pré-en-Pail-Saint-Samson est catégorisée bourg rural, selon la nouvelle grille communale de densité à sept niveaux définie par l'Insee en 2022.
Elle est située hors unité urbaine et hors attraction des villes,.

## Histoire
Créée par un arrêté préfectoral du 4 décembre 2015, elle est issue du regroupement des communes de Pré-en-Pail et Saint-Samson qui en sont des communes déléguées. Le chef-lieu de la commune nouvelle est fixé à  Pré-en-Pail.

## Politique et administration
| Période                        | Période  | Identité      | Étiquette | Qualité     |
| ------------------------------ | -------- | ------------- | --------- | ----------- |
| 4 janvier 2016 (Réélu en 2020) | En cours | Denis Geslain | DVD       | Agriculteur |

| Nom                 | Code Insee | Intercommunalité        | Superficie (km2) | Population (dernière pop. légale) | Densité (hab./km2) |
| ------------------- | ---------- | ----------------------- | ---------------- | --------------------------------- | ------------------ |
| Pré-en-Pail (siège) | 53185      | CC du Mont des Avaloirs | 44,73            | 1 882 (2022)                      | 42                 |
| Saint-Samson        | 53252      | CC du Mont des Avaloirs | 13,49            | 418 (2022)                        | 31                 |

## Population et société

### Démographie
L'évolution du nombre d'habitants est connue à travers les recensements de la population effectués dans la commune depuis sa création.
En 2022, la commune comptait 2 300 habitants, en évolution de −1,84 % par rapport à 2016 (Mayenne : −0,73 %, France hors Mayotte : +2,11 %).
| 2014  | 2019  | 2022  |
| ----- | ----- | ----- |
| 2 335 | 2 291 | 2 300 |

## Culture locale et patrimoine

### Lieux et monuments
- Église Saint-Julien de Saint-Julien-des-Églantiers
- Belvédère du mont des Avaloirs
- Mont des avaloirs